# Réjaumont (Gers)
Réjaumont – miejscowość i gmina we Francji, w regionie Oksytania, w departamencie Gers.
Według danych na rok 1990 gminę zamieszkiwały 183 osoby, a gęstość zaludnienia wynosiła 13 osób/km² (wśród 3020 gmin regionu Midi-Pireneje Réjaumont plasuje się na 880. miejscu pod względem liczby ludności, natomiast pod względem powierzchni na miejscu 819.).